# 王福豹
王福豹（1963年4月6日—），山西运城人，汉族，中华人民共和国政治人物，中国民主同盟盟员，第十二届全国人民代表大会陕西地区代表。
毕业于西北工业大学计算机科学与工程专业。2013年，担任全国人大代表。